# Jaguar XK
La Jaguar XK è un'autovettura sportiva prodotta dalla casa automobilistica britannica Jaguar dal 1996 al 2014.

## Prima serie (1996-2006)

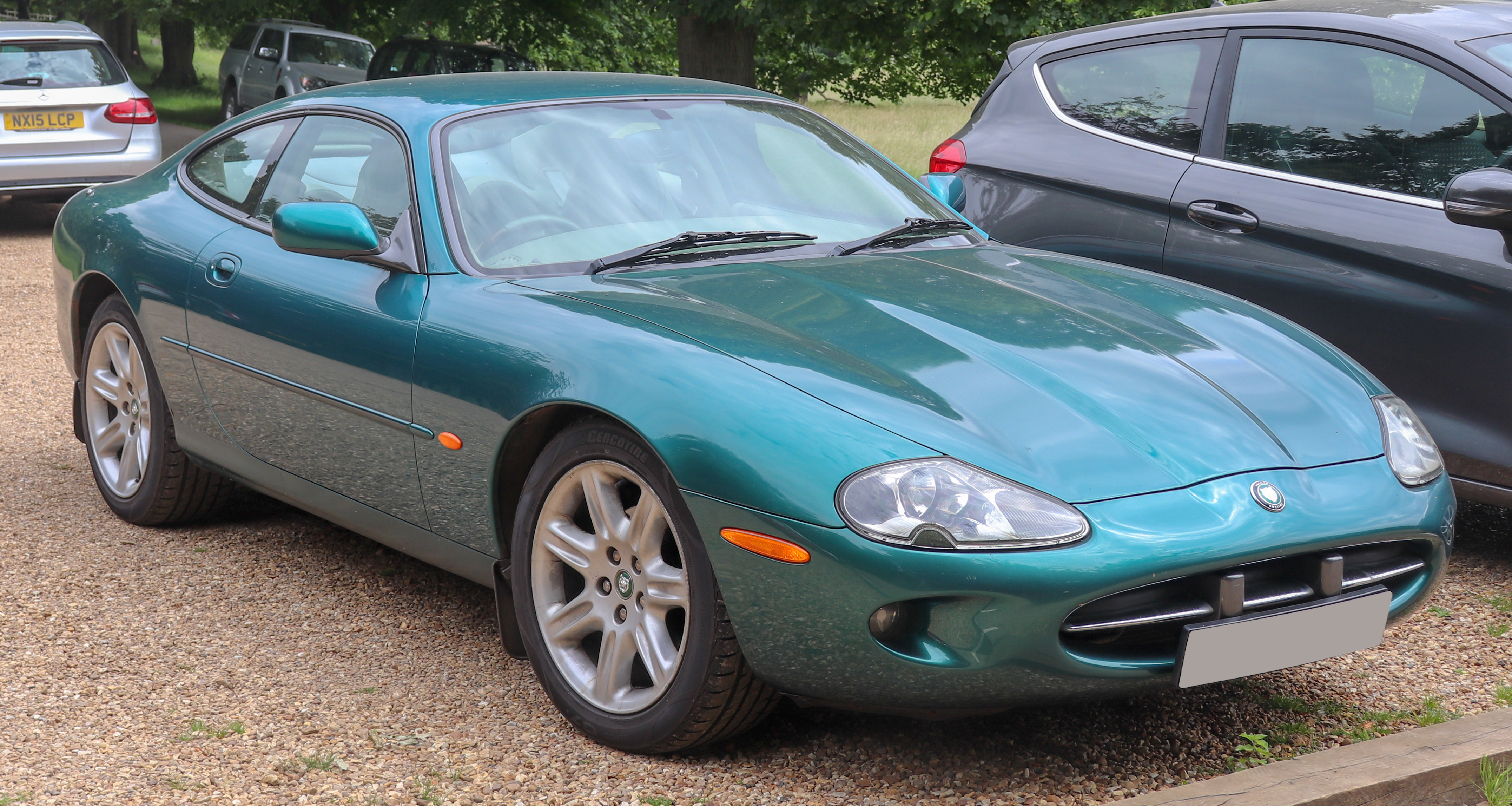
Jaguar XF (X250)

La XK8 fu lanciata nel 1996 per sostituire la XJS. Era disponibile con due tipologie di carrozzeria: coupé e decappottabile. L'auto fu la prima nella gamma Jaguar a utilizzare il motore V8 Ford a 32 valvole AJ-V8. La XK8 fu affiancata dalla più potente XKR nel 1998. 
La XK ha ricevuto due aggiornamenti: uno nel 2002 e un secondo nella primavera del 2004.

## Seconda serie (2006-2014)

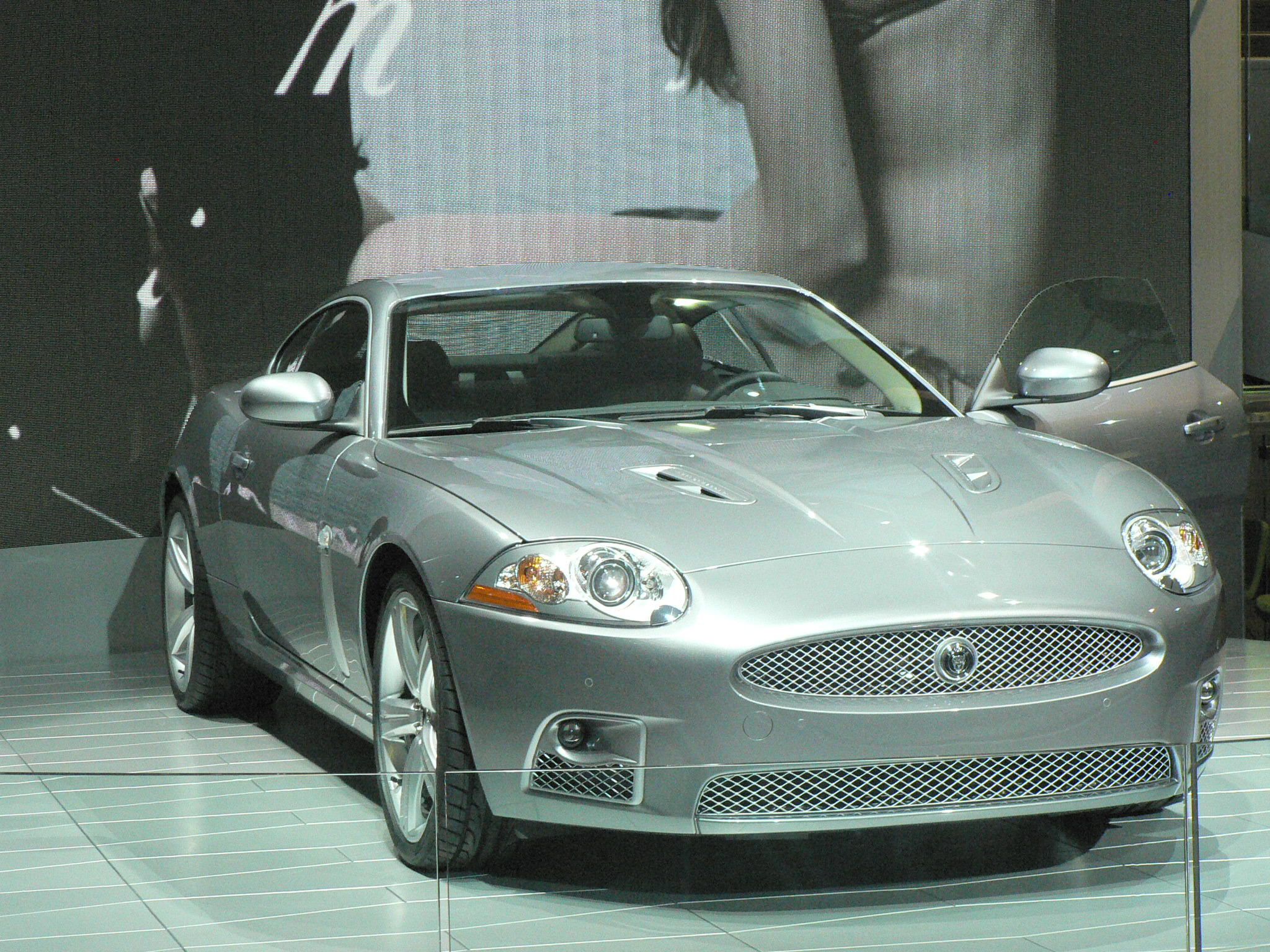
La XK Coupé seconda serie

La seconda generazione della XK ha debuttato nel 2005 al salone di Francoforte. La XK è costruita su di un inedito telaio in alluminio incollato e rivettato condiviso con la coeva XJ. Rispetto alla XK (X100), la XK (X150) è 61 mm più larga e 162,6 mm più lunga. È anche più leggera di 91 kg.  
La vettura ha ricevuto un restyling nel 2009, con piccole modifiche alle luci anteriori e posteriori e ai paraurti; successivamente ha ricevuto un secondo e più piccolo restyling nel 2011, con un nuovo paraurti anteriore e un nuovo design della fanaleria 
La produzione della XK è terminata nel luglio 2014 senza un erede diretta. La F-Type, che ne ha raccolto il testimone, è stata prodotta contemporaneamente sulla stessa linea di assemblaggio dal 2012 al 2014.